# Stanko Arambašić
Stanko Arambašić (Veliko Selo kod Beograda – Smederevo, 21. studenoga 1798.), zapovjednik srpske narodne vojske.

## Životopis
U Habsburško-turskom ratu 1788. – 1791. borio se protiv Turaka u frajkoru Mihaljevića, a potom je kao buljubaša, na strani beogradskog vezira Hadži Mustafa-paše 1793. – 1797., protiv janjičara vidinskog odmetnika Osmana Pazvantoğlua. Istaknuo se 2. kolovoza 1793. u razbijanju janjičara kod Kolara, južno od Smedereva.
S odredom Srba sudjelovao je tijekom lipnja 1795. u obrani Beograda, te u razbijanju i protjerivanju janjičara. Surađivao je u organiziranju srpske narodne vojske u proljeće 1797. i postao njezin zapovjednik. U prosincu iste godine, zajedno s turskim regularnim postrojbama, razbio je u predgrađu Beograda janjičare i prilikom proganjanja zauzeo Požarevac 16. siječnja 1798. Turci su ga, na prijevaru, dali ubiti.